# Corrent de Califòrnia
El corrent de Califòrnia és un corrent marí de l'oceà Pacífic d'aigua freda que es desplaça cap al sud al llarg de la costa de l'oest d'Amèrica del Nord. Comença a la Colúmbia Britànica cap a la latitud 48° N i acaba a la Baixa Califòrnia cap als 23 °N. És un corrent amb afloraments per desplaçament de les capes d'aigua freda cap a la superfície més càlida. El corrent de Califòrnia forma boires litorals i una anomalia negativa en les temperatures durant l'estiu.

## Descripció

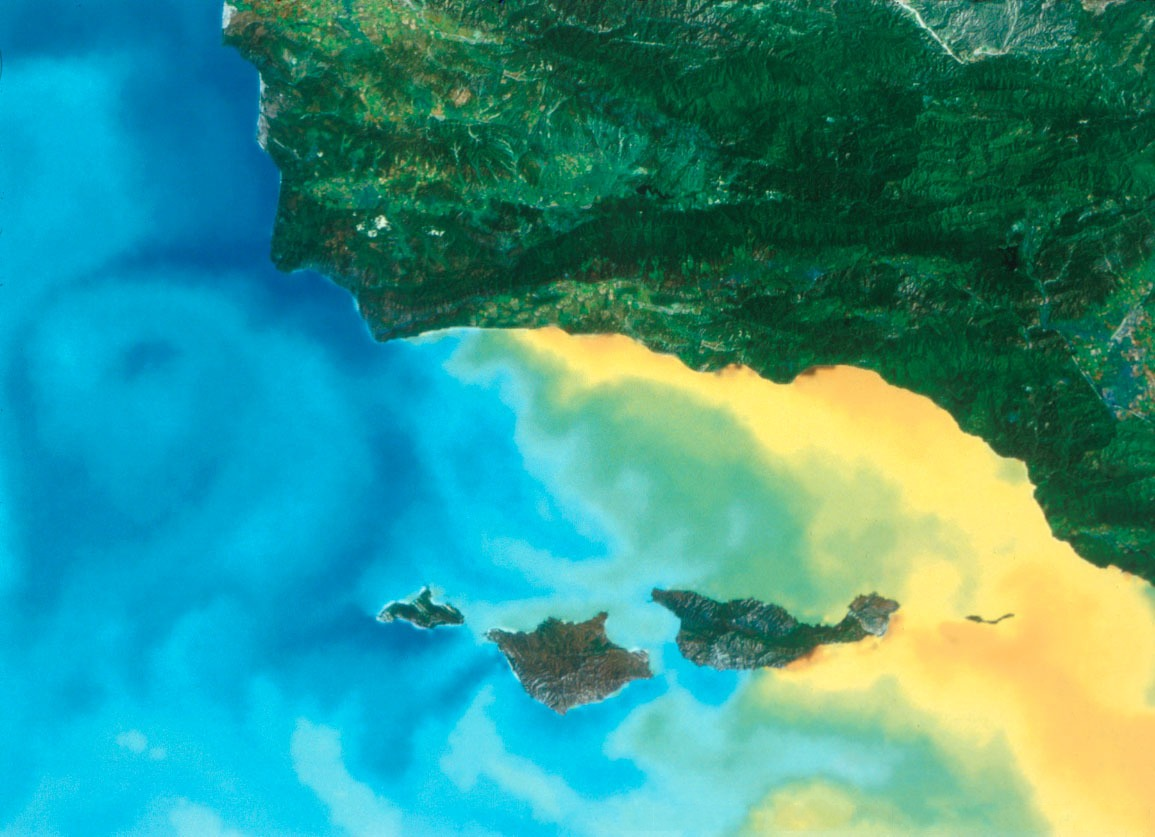
Aquesta imatge de satèl·lit il·lustra la variació de temperatura a les Illes de Santa Bàrbara. Els intervals de temperatura es representen de la manera següent: blau = 6,7-11.1º C, verd-groc = 13,3-17,8º C i taronja-vermell = 18,3-22,2º C. El Corrent de Califòrnia porta aigua freda des del sud del Golf d'Alaska, que influeix en les illes del nord-oest: San Miguel, Santa Rosa, i part de Santa Cruz

Al nord del Pacífic, el continent americà bloqueja completament el transport de deriva dels vents de l'oest, conegut com el Corrent del Pacífic Nord, un tros del qual gira cap al nord per alimentar el corrent d'Alaska i la resta es dirigeix cap al sud com "corrent de Califòrnia" (CC). El límit exterior del CC està representat per la frontera entre la massa d'aigua subàrtica i la massa d'aigua subtropical. Aquest corrent és poc gruixut (0-100 m), té una velocitat de flux mitjana superficial de 25 cm s-1 i flueix sobre una franja paral·lela a la costa d'uns 200-400 km d'amplada.
L'aflorament fa que hi hagi molta producció primària i zones molt productives per a la pesca.
El contracorrent del corrent de Califòrnia rep el nom de "contracorrent de Davidson" i de vegades desplaça aigua relativament més càlida cap al nord durant els mesos d'hivern.
Durant el fenomen d'El Niño el corrent de califòrnia queda interromput i el fitoplàncton entra en declivi com també la pesca.

## Variació estacional
El corrent de califòrnia mostra variacions estacionals. A l'hivern la temperatura superficial està propera a 13 °C i la columna és homogènia. A l'estiu la temperatura superficial s'aproxima a 20 °C i els perfils de temperatura mostren tres capes.